# Khronos Group
Il Khronos Group, fondato nel 2000, è un consorzio focalizzato alla creazione di standard aperti per API libere da royalty per la realizzazione di media dinamici per un'ampia varietà di piattaforme e dispositivi.
Tutti i membri di Khronos contribuiscono allo sviluppo delle specifiche per le API, hanno la possibilità di votare a vari livelli prima della distribuzione al pubblico, possono accelerare lo sviluppo delle loro piattaforme e applicazioni attraverso il semplice accesso alle bozze delle specifiche e verifiche di conformità.

## Gruppi di lavoro
- OpenGL
- OpenCL
- COLLADA
- glFX
- glTF
- NNEF
- OpenGL SC
- OpenKODE
- OpenGL ES
- OpenVG
- OpenMAX
- OpenSL ES
- Embedded Graphics Library
- OpenWF
- OpenML
- OpenXR
- OpenVX
- SyCL
- SPIR/SPIR-V
- Vulkan
- WebCL
- WebGL

## Membri del Khronos Group
Nel 2017, alcuni del gruppo di lavoro OpenGL ARB sono:
- Advanced Micro Devices (AMD)
- Altera
- Amazon
- Apple
- ARM
- Creative Labs
- Google
- Graphic Remedy
- id Software
- Intel Corporation
- Microsoft
- NEC Corporation
- Nokia
- NVIDIA
- Red Hat
- Samsung
- Sony Computer Entertainment
- Sun Microsystems
- Texas Instruments
- Xilinx

Sono inoltre presenti, oltre a società private, anche Università pubbliche:
- Imperial College di Londra
- Università di Bologna
- Università di Bristol
- Università di Toronto
- Università di Vienna